# オーバーラップ (企業)
株式会社オーバーラップ（英: OVERLAP,Inc.）は、アニメ・ゲーム・出版・映像・音楽などの企画や制作を主な事業内容とする日本の企業。オーバーラップホールディングスの完全子会社。
本項ではオーバーラップグループ各社を統括する持株会社である株式会社オーバーラップホールディングス（英: OVERLAP Holdings, Inc.）についても記述する。

## 概要
リクルートの元社員にして、メディアファクトリーを2012年1月31日付で退社した永田勝治・山下善久・岩﨑篤史が中心となり、株式会社ポケモンからの支援を元に同年2月1日に創業した。前述の経緯から、2012年に手がけた作品はメディアファクトリーとの共同プロデュース、もしくは製作協力となっている。また、メディアファクトリーが従来行ってきた『ポケットモンスター』関連の書籍の発行・CDの販売を継承している。
メディアファクトリー在籍時に関わっていた『IS 〈インフィニット・ストラトス〉』については、同社から版権を引き上げて「プロジェクト再起動（リブート）」と称する新展開を発表するなど、引き続き積極的に扱っている。
2016年12月には、従来運営していた「オーバーラップComicONLINE」をリニューアルする形で、新たにWEBコミックサイト『コミックガルド』を創刊した。
2022年5月、持株会社としてオーバーラップホールディングスを設立し、同年6月に株式交換によりオーバーラップを完全子会社とした。
2023年9月、Web漫画事業を子会社であるオーバーラップ・プラスに移管。
2024年12月1日、株式会社Musa（2022年5月設立）がオーバーラップホールディングスを吸収合併し、同月5日付で株式会社オーバーラップホールディングス（二代目）に社名変更した。

## 書籍出版事業

### ライトノベル
- オーバーラップ文庫 - 2013年4月25日に創刊された文庫本のライトノベル用レーベル[11]。
- オーバーラップノベルス - 2015年5月25日に創刊されたノベルズ判のライトノベル用レーベル[12]。
- オーバーラップノベルスf - 2020年4月25日に創刊されたノベルズ判の女性向けライトノベル用レーベル[13]。

### コミック
- ガルドコミックス
- クリエコミックス
- リキューレコミックス
- ラブパルフェコミックス
- はちみつコミックエッセイ

### Webコミック
- コミックガルド - 子会社オーバーラップ・プラスとの共同運営
- コミックガルド+ - 子会社オーバーラップ・プラスのマンガアプリ
- コミッククリエ

### デジタルコミック誌
- LiQulle - 2016年1月創刊のBLマガジン
- VERSE by LiQulle - BLマガジン
- ラブパルフェ - 2018年2月創刊のTLマガジン

## 映像・アニメ事業

### アニメ
| 年     | タイトル                                                           | アニメーション制作                  | 備考                                         |
| ------ | ------------------------------------------------------------------ | ----------------------------------- | -------------------------------------------- |
| 2012年 | アクエリオンEVOL                                                   | サテライト エイトビット             | プロデュース                                 |
| 2012年 | めだかボックス                                                     | GAINAX                              | 協力                                         |
| 2012年 | 黄昏乙女×アムネジア                                                | SILVER LINK.                        | 協力                                         |
| 2012年 | さくら荘のペットな彼女                                             | J.C.STAFF                           | 協力                                         |
| 2012年 | めだかボックス アブノーマル                                        | GAINAX                              | 協力                                         |
| 2013年 | IS 〈インフィニット・ストラトス〉 2                                | エイトビット                        | 製作・プロデュース、ビデオグラム販売、CD販売 |
| 2013年 | ポケットモンスター THE ORIGIN                                      | OLM Production I.G XEBEC            | ビデオグラム販売                             |
| 2014年 | 普通の女子校生が【ろこどる】やってみた。                           | feel.                               | 製作、ビデオパッケージ販売                   |
| 2015年 | 城下町のダンデライオン                                             | プロダクションアイムズ              | 宣伝協力                                     |
| 2016年 | あんハピ♪                                                          | SILVER LINK.                        | ビデオグラム販売                             |
| 2016年 | 灰と幻想のグリムガル                                               | A-1 Pictures                        | 製作                                         |
| 2016年 | はんだくん                                                         | KINEMA CITRUS                       | 宣伝協力                                     |
| 2017年 | DYNAMIC CHORD                                                      | studioぴえろ                        | 製作、ビデオグラム販売                       |
| 2017年 | BanG Dream!                                                        | ISSEN XEBEC                         | 製作、ビデオグラム販売                       |
| 2018年 | 宇宙戦艦ティラミス                                                 | GONZO                               | ビデオパッケージ販売                         |
| 2018年 | 少女☆歌劇 レヴュースタァライト                                     | キネマシトラス                      | 製作、ビデオグラム販売                       |
| 2018年 | BAKUMATSU                                                          | スタジオディーン                    | 宣伝協力、ビデオパッケージ販売               |
| 2019年 | ありふれた職業で世界最強                                           | asread. WHITE FOX                   | 製作、ビデオグラム販売                       |
| 2021年 | 最果てのパラディン                                                 | Children's Playground Entertainment | 製作、ビデオグラム販売                       |
| 2022年 | ありふれた職業で世界最強（2nd season）                             | asread. studio MOTHER               | 製作、ビデオグラム販売                       |
| 2022年 | 骸骨騎士様、只今異世界へお出掛け中                                 | スタジオKAI HORNETS                 | 製作、ビデオグラム販売                       |
| 2022年 | 黒の召喚士                                                         | サテライト                          | 製作                                         |
| 2023年 | 最果てのパラディン 鉄錆の山の王                                    | OLM SUNRISE BEYOND                  | 製作、ビデオグラム販売                       |
| 2024年 | ループ7回目の悪役令嬢は、元敵国で自由気ままな花嫁生活を満喫する    | スタジオKAI HORNETS                 | 製作、ビデオグラム販売                       |
| 2024年 | 望まぬ不死の冒険者                                                 | CONNECT                             | 製作                                         |
| 2024年 | Lv2からチートだった元勇者候補のまったり異世界ライフ                | J.C.STAFF                           | 製作                                         |
| 2024年 | ハズレ枠の【状態異常スキル】で最強になった俺がすべてを蹂躙するまで | Seven Arcs                          | 製作                                         |
| 2024年 | ひとりぼっちの異世界攻略                                           | ハヤブサフィルム パッショーネ       | 製作                                         |
| 2024年 | 最凶の支援職【話術士】である俺は世界最強クランを従える             | FelixFilm 画狂                      | 製作                                         |
| 2024年 | ありふれた職業で世界最強（season 3）                               | asread.                             | 製作、ビデオグラム販売                       |

## ゲーム事業
2012年
- アクエリオンEVOL 禁断合体コレクション：プロデュース
- アクエリオン大戦：プロデュース

2017年
- IS＜インフィニット・ストラトス＞アーキタイプ・ブレイカー：プロデュース

## ポケモン事業
- ポケットモンスターシリーズ：書籍発行・発売